# Gabriel Plancke
Gabriel Plancke né le 29 janvier 1886 à Saint-Sylvestre-Cappel (Nord) et mort le 11 février 1954 à Hazebrouck (Nord) est un homme politique français.

## Biographie
- Député de la 1re circonscription d'Hazebrouck de 1936 à 1942[3].